# Crawford Barton
Crawford Barton (2 giugno 1943 – San Francisco, 12 giugno 1993) è stato un fotografo statunitense.

## Biografia
Crawford Barton nacque e crebbe in una fattoria in Georgia e all'inizio degli anni sessanta ricevette una borsa di studio per l'Università della Georgia, che però abbondonò dopo un solo semestre di studi.. Due anni dopo si immatricolò in una scuola d'arte di Atlanta e nello stesso periodo ricevette in regalo una macchina fotografica grazie a cui scoprì la sua vera vocazione. Alla fine degli anni sessanta si trasferì in California per vivere liberamente la sua omosessualità e nella sua attività artistica ha documentato lo sviluppo e la liberazione della comunità gay di San Francisco.
Fotografò alcune delle prime proteste e dei primi gay pride, la campagna elettorale di Harvey Milk e celebrità come Sal Mineo, Paul Winfield e Lawrence Ferlinghetti. Molte delle sue fotografie sono esposte al De Young Memorial Museum. Negli anni ottanta cominciò a documentare anche gli effetti della crisi dell'AIDS, malattia che lo portò alla morte nel 1993, poco dopo che anche il compagno Larry Lara era morto per la stessa causa. 

## Opere
- Beautiful Men. Los Angeles, Liberation Publications, 1976.
- Look Back in Joy: A Celebration of Gay Lovers. Boston, Alyson Press, 1990.
- Days of Hope. Londra, Editions Aubrey Walter, 1994. ISBN 978-0854491742